# Les Farges
Les Farges é uma comuna francesa na região administrativa da Nova Aquitânia, no departamento Dordonha. Estende-se por uma área de 8,14 km². Em 2010 a comuna tinha 337 habitantes (densidade: 41,4 hab./km²).